# Jura Francón
El Jura Francón o Jura de Franconia (en alemán: Fränkische Alb, Fränkischer Jura, Frankenalb) es parte de la cordillera del Jura, una cordillera de media altura que se extiende desde el río Meno hasta el río Danubio. En el sur, el Ries de Nördlingen se extiende hasta Ratisbona.
El punto más elevado es el monte "Hesselberg".